# 中国科学技术大学附属第一医院
中国科学技术大学附属第一医院，即安徽省立医院，位于中华人民共和国安徽省合肥市，为三级甲等综合性医院。安徽省立医院现由中区（安徽省立医院总院）、南区（安徽省脑科医院、安徽省心血管医院）、西区（安徽省肿瘤医院）、感染病院区（合肥市传染病医院）、北区（国家创伤区域医疗中心）组成。总占地面积（含规划面积）0.63平方公里。2017年12月23日，中国科学技术大学生命科学与医学部正式成立，安徽省立医院成为中国科学技术大学附属第一医院。2023年1月18日，中国科学技术大学附属第一医院滨湖院区正式开工。

## 历史
1898年，美國基督會传教士柏贯之在合肥创办了当时合肥唯一的医院，后定名为合肥基督医院。